# Кондратов, Фёдор Филиппович
Фёдор Филиппович Кондратов (1897, Москва — 1 января 1944, там же) — русский художник-график, сценограф, иллюстратор и оформитель детских книг, педагог. Член ОСТ (1926—1930).

## Биография
Родился в 1897 году в Москве. В 1915 году окончил Строгановское центральное художественно-промышленное училище. В 1919—1923 годах учился в Государственных свободных художественных мастерских. Дипломная работа — эскизы декораций и костюмов к комедии «Горе от ума» Александра Сергеевича Грибоедова.
В годы учёбы в Вхутемасе был участником в оформлении Красной площади, а также в 1928 году. Фёдор Филиппович оформлял улицы и площади города Москвы, работал в московских театрах оформителем. В 1918 году в Московском военном театре оформил спектакли «Власть тьмы» Л. Н. Толстого и «Трактирщица» К. Гольдони, в Московском театре Пролеткульта «Вихрь» В. Я. Шишкова (1919).
С 1928 года Фёдор Кондратов продолжал работать оформителем: в ленинградском Театре рабочей молодежи оформил спектакли: «Дружная горка» Н. И. Львова (1928, совместно с И. Н. Вусковичем), «Крыша» А. С. Горбатенко (1931), «На Западе бой» (1932) В. В. Вишневского, «Недоросль» Д. И. Фонвизина (1933) и многие другие; в 1920—1930-х оформил спектакли: в 1-м Московском детском театре, в Московском театре кукол, в Ленинградском молодом театре, Московском театре Революции, в Театре им. Е. Б. Вахтангова.
Во время Великой Отечественной войны Фёдор Филиппович Кондратов оформлял концертные программы в Московском театре миниатюр, в 1942 году военные программы — выступления бригады Киевского академического театра драмы им. Ивана Франко, Казахской бригады, выполнил в том же году ряд плакатов для «Окон ТАСС»: «Партизанка», «У шарманщика стал ныне очень грустный голос».
В 1924—1927 годах работал в Вхутемасе преподавателем на театрально-декорационном отделении; Анна Дмитриевна Кузнецова — ученица Ф. Ф. Кондратова. В 1926—1930 годах был членом ОСТ.
В 1930—1935 годах занимался книжной графикой, оформил книги: в 1930 — «Беспокойные соседи» С. З. Федорченко, «Головоломки» Л. Рубинштейн, «Новый дом» и «Универмаг» Е. Я. Тараховской, «Аэроплан» П. Лацариса, Ф. Ф. Кондартова, «Первомайские сигналы» Н. Н. Асеева, «Пирог» П. Г. Антокольского (1931), сборник «Октябрь» (1932, совместно с другими художниками), «Плохой мастер» М. А. Гершензона (1933, 1935).
Произведения Фёдора Филипповича Кондратова находятся в Государственном центральном театральном музее им. А. А. Бахрушина и  во многих музейных собраниях.
Скончался 1 января 1944 года в городе Москве.

## Выставки
Фёдор Филиппович Кондратов участвовал в выставках: «Художники советского театра за XVII лет» (1935), 1937 — «Театры Москвы за XX лет», театральных художников (1939), выставке плаката (1942) в Москве, 1941—1942 — «Театр на фронте» в Ленинграде и Москве, а также в международной выставке «Искусство книги» Париже и Лионе (1931—1932). Был участником 2-й выставки киноплаката в Москве, экспонент 2-й выставки Общества в 1926 году.